# 2000年シドニーオリンピックのスイス選手団
2000年シドニーオリンピックのスイス選手団（2000ねんシドニーオリンピックのスイスせんしゅだん）は、2000年9月15日から10月1日にかけてオーストラリアのニューサウスウェールズ州シドニーで開催された2000年シドニーオリンピックのスイス選手団、およびその競技結果。

## 概要
今大会は金メダル1個、銀メダル6個、銅メダル2個の合計9個のメダルを獲得した。

## メダル
| メダル | 選手名               | 競技   | 種目                 |
| ------ | -------------------- | ------ | -------------------- |
| 銅     | クリストフ・ザウザー | 自転車 | 男子クロスカントリー |
| 銀     | バーバラ・ブラッター | 自転車 | 女子クロスカントリー |